# فرودگاه منگون
فرودگاه منگون (به انگلیسی: Mengon) یک فرودگاه نظامی است که یک باند فرود بتن دارد و طول باند آن ۳۳۲۰ متر است. این فرودگاه در کشور روسیه قرار دارد و در ارتفاع ۵۰ متری از سطح دریا واقع شده‌است.